# Donald S. Bethune
Donald S. Bethune (* 1948 in Philadelphia)  ist ein US-amerikanischer Physiker.
Bethune studierte Physik an der Stanford University mit dem Bachelor-Abschluss 1970 und wurde 1977 an der University of California, Berkeley, bei Yuen-Ron Shen für Forschung in nichtlinearer Optik promoviert. Danach war er am IBM Thomas J. Watson Research Center, wo er unter Peter Sorokin in Laserspektroskopie forschte. Dort erfand er die Bethune-Farbstoffzelle und war einer der Entwickler von Time Resolved Infrared Spectral Photography (TRISP). Ab 1983 war er am IBM-Forschungszentrum in San Josè (später IBM Almaden Research Center) und befasste sich mit nichtlinearer Optik, Gas-Oberflächen-Wechselwirkung und neuartigen Kohlenstoffmaterialien wie Fullerenen, Metallfullerenen und Kohlenstoffnanoröhren mit Einzelwand, für deren Synthese er in Form von Übergangsmetallen wie Kobalt 1993 einen Katalysator fand. 
Später befasste er sich mit Quanteninformationstheorie. Mit William P. Risk entwickelte er ein fiberoptisches Quantenkryptographie-System und sie entwickelten eine neue Methode, einzelne Photonen zu detektieren. Außerdem beteiligte er sich an Lasern und Optik für ein Lithographiesystem für Strukturen unter 30 Nanometer. Er forschte über Lithium-Luft-Akkumulatoren, RAM-Systeme und Materialien für neue Halbleiterspeicher.
2001 erhielt er den James C. McGroddy Prize for New Materials für die Entdeckung und Entwicklung von Kohlenstoffnanoröhren mit einer Wand, die sich wie Metalle oder Halbleiter verhalten können, Elektrizität besser als Kupfer leiten und Wärme besser als Diamant und zu den stärksten bekannten Materialien gehören (Laudatio). Die Entdeckung gelang unabhängig von Sumio Iijima, der ebenfalls 2002 den McGroddy Prize erhielt.